# Bouchra Moudou
Bouchra Moudou (* 20. August 1986 in Amsterdam) ist eine niederländisch-marokkanische Fußballspielerin.

## Karriere

### Verein
Moudou startete ihre Karriere im Alter von zwölf Jahren bei Bijlmer SV.  Nach einem Jahr schloss sie sich der D-Jugend des ASV Fortius für zwei Saisons an. Im Mai 2005 ging Moudou in die A-Jugend des SC Buitenveldert im gleichnamigen Amsterdamer Stadtteil, wo sie in der Saison 2002/2003 im Alter von 16 ihr Seniorendebüt in der 1e Klasse gab.
Im Sommer 2006 verließ sie den SCB und wechselte zur B-Mannschaft des AZ Alkmaar, wo sie in der Saison 2007/2008 ihr Eredivisie gab. Im Frühjahr 2009 verließ sie Alkmaar auf Leihbasis und spielte für den SV Fortuna Wormerveer, sechs Spiele in der Hoofdklasse bis Dezember 2009. Im Winter 2009 kehrte sie zu Alkmaar zurück und spielte weitere zwei Jahre, bevor sie für den Topklasse-Verein VV Reiger Boys unterschrieb.
Nach nur einem halben Jahr verließ sie die Reiger Boys und wechselte im November 2011 auf Leihbasis zum norwegischen Zweitligisten Avaldsnes IL. In Norwegen kam sie aufgrund von sprachlichen Problemen nicht zurecht und kehrte bereits im Februar 2012 zu den Reiger Boys zurück. Im Mai 2012 kehrte sie in die Niederlande zurück und steht seitdem bei ADO Den Haag unter Vertrag.

### Nationalmannschaft
Moudou ist aktuelle Nationalspielerin für die Marokkanische Fußballnationalmannschaft der Frauen und gab am 11. Januar 2012 gegen die Tunesische Fußballnationalmannschaft der Frauen ihr A-Länderspieldebüt. Zuvor spielte sie 2007 einige Spiele für die niederländische Frauen U-17-Fußballnationalmannschaft.

## Erfolge
- Eredivisie (3): 2008, 2009, 2010[4]